# Pipo et Concombre
Pipo et Concombre (italien : Cucciolo e Beppe) est une série de bande dessinée humoristique italienne créée en 1940 par l'éditeur et scénariste Giuseppe Caregaro (it) et le dessinateur Rino Anzi (it). Les deux personnages et leur univers sont profondément modifiés en 1952 par le dessinateur Giorgio Rebuffi.

## Historique

### En Italie
Les personnages de Cucciolo (Pipo) et Beppe (Concombre) sont créés en 1940 à Milan, aux éditions Alpe, par le scénariste Giuseppe Caregaro (propriétaire des éditions Alpe) et le dessinateur Rino Anzi. La série est au début une bande dessinée animalière, publiée dans un album collectif.
En 1952, l'éditeur demande au dessinateur Giorgio Rebuffi de reprendre la série. Parmi les dizaines d'auteurs qui vont animer celle-ci, Rebuffi va être déterminant. Sous son crayon, la série gagne en originalité. Le succès est tel que le héros donne son nom à un bimensuel, Cucciolo, qui connaît 674 numéros de 1952 à 1987.

### En France
La série est traduite en français par les éditions Lug dans les petits formats homonymes Pipo (229 numéros de 1952 à 1961, et 9 numéros spéciaux de 1959 à 1961) et Pim Pam Poum Pipo (132 numéros de 1961 à 1972, et 48 numéros spéciaux de 1962 à 1973).

## Personnages principaux
Pipo et Concombre sont, de 1941 à 1952, des chiens anthropomorphes,. Le méchant Bombarde est créé en 1950. En 1952, lorsqu'il reprend la série, Giorgio Rebuffi donne un visage humain aux personnages. Le 8 août de cette année-là, il crée avec le scénariste Roberto Renzi le personnage de Tiramolla (Elastoc (en), en français),. C'est également avec Renzi qu'il crée Fantasmak. Rebuffi ne cesse d'élargir l'univers de la série : il entoure les deux héros d'un bon nombre de comparses, dont l'un des plus connus est le loup Pougatchoff, apparu en 1959.
- Pipo (Cucciolo), petit, intelligent, rusé[1].
- Concombre (Beppe). Grand nigaud dans les débuts, il va évoluer : il devient une victime de la mode et du consumérisme[1].
- Bombarde (Bombarda), le méchant « classique »[5].
- Elastoc (Tiramolla), créature filiforme incroyablement élastique[1], née d'une expérience de chimie ratée de Concombre[5]. Très populaire, il a un journal à son nom à partir de 1959[9].
- Jonas (Giona), le porte-poisse, cousin de Pipo[1].
- Concombrette (Peppa), cousine de Concombre, insupportable[3],[5].
- Koko, kangourou armé d'un boomerang, qui accompagne Concombrette et s'exprime par pancartes[3].
- Fantasmak, l'ennemi masqué, insaisissable[3],[5].
- Pougatchoff (Pugacioff), loup des steppes qui termine toutes ses phrases en « ski » ou en « off », toujours affamé, qui rêve de cuisiner le gras Bombarde[3],[1].